# 王志杰 (1972年)
王志杰（1972年1月—），男，汉族，河北蠡县人，中华人民共和国政治人物。1999年7月参加工作，1991年9月加入中国共产党，重庆大学机械工程学院机械制造及自动化专业毕业，拥有工学博士学位。曾任中共重庆市涪陵区委书记。现任重庆市经济和信息化委员会党组书记。

## 生平
1989年9月，王志杰进入重庆大学汽车工程系汽车专业学习，于1993年9月获工学学士学位。此后王志杰分别于1996年9月、1999年7月分别在该校获得工学硕士，工学博士。攻读学位期间，于1997年6月自1998年12月间先后担任重庆大学团委副书记、教务委员、全国学联副主席、重庆市学联主席。1999年7月至2002年12月间，王志杰留校任教。先后担任校务委员、团委副书记、经济与工商学院讲师。
2002年12月起，王志杰开始在重庆市共青团专职工作，先后任市团委副书记，市青联主席。2007年12月，当选为共青团重庆市委书记，党组书记。
2011年10月，重庆市双桥区与大足县合并为重庆市大足区。并以原双桥区成立重庆市正厅级派出机构双桥经济技术开发区。11月，王志杰任大足区委副书记和首任经开区党工委书记，并在一个月后兼任大足区副区长。。
2013年11月，王志杰调任重庆市永川区委副书记，并升任正厅级。
2016年2月，王志杰调任重庆市潼南区委副书记，副区长，代区长。4月，当选为区长。2019年4月，转任两江新区党工委副书记，管委会副主任。2021年3月，任中共重庆市涪陵区委书记，直到2024年5月离职。